# Marjorie (canção)
"Marjorie" (estilizada em letras minúsculas) é uma canção da cantora e compositora estadunidense Taylor Swift, gravada para seu nono álbum de estúdio Evermore (2020), lançado através da Republic Records. Composta por Swift com o auxílio de Aaron Dessner, e produzida pelo mesmo, "Marjorie" é uma homenagem de Swift para sua avó materna, a cantora de ópera Marjorie Finlay, onde na faixa a cantora traz alguns conselhos que sua avó a-ofereceu e aborda sua culpa por não conhecer Finlay ao máximo. "Marjorie" incorpora sintetizadores de gravação lenta, cordas e samples dos vocais operísticos de Finlay.
"Marjorie" recebeu críticas positivas da mídia especializada, que aclamaram sua composição e sua produção. Muitos críticos selecionaram a música como destaque do Evermore e a consideraram uma das canções mais comoventes de Swift. "Marjorie" alcançou a posição de número dezesseis na parada Billboard Hot Rock & Alternative Songs e entrou em várias outras paradas globalmente. Swift incluiu "Marjorie" no repertório de sua sexta turnê The Eras Tour (2023–2024).

## Antecedentes
A cantora e compositora estadunidense Taylor Swift concebeu seu oitavo álbum de estúdio, Folklore (2020), como frutos de visuais mitopoéticos em sua mente, como resultado de sua imaginação "correndo solta" enquanto se isolava durante a pandemia de COVID-19. Para saciar seu desejo de explorar mais as "florestas folclóricas" que ela visualizava em sua mente, Swift imediatamente desenvolveu outro álbum como uma contrapartida conclusiva do Folklore, intitulado Evermore (2020). Antes do lançamento do álbum, Swift mencionou que uma de suas canções seria sobre sua avó materna, a cantora de ópera Marjorie Finlay, que nasceu em Memphis, Tennessee, em 5 de outubro de 1928, e morreu em 1 de junho de 2003, em Reading, Pensilvânia. Finlay inspirou Swift a seguir uma carreira musical.

## Estrutura musical e conteúdo lírico
"Marjorie" é estruturada como cantos, composta por lições de vida que Swift aprendeu com Finlay, incluindo ("Nunca seja tão gentil, você se esquece de ser inteligente / Nunca seja tão inteligente, você se esquece de ser gentil"). A canção também retrata a dor e a culpa que Swift sentiu pela memória de sua avó. A produção da faixa é caracterizada por sintetizadores vibrantes, cordas, drone, pulse, violoncelo, e arranjos de teclado pulsantes, terminando com um outro elegante. "Marjorie" também mostra a soprano de Finlay como backing vocals. Alguns críticos musicais apontaram a faixa como uma "irmã" da faixa "Epiphany", a décima terceira faixa do oitavo álbum de estúdio Folklore, que aborda sobre o avô paterno de Swift, Dean Swift.
Aaron Dessner, que co-escreveu e produziu a canção, escolheu seus padrões favoritos, fez um loop e os desenvolveu em uma faixa instrumental. Swift escreveu "Marjorie" e forneceu a Dessner as antigas gravações de ópera de Finlay, que ele sampleou na parte final da faixa.

## Recepção crítica
"Marjorie" recebeu críticas positivas da mídia especializada. Annie Zaleski, do The A.V. Club, elogiou "Marjorie" por seu lirismo comovente e produção "angustiada", e a considerou uma das melhores canções de Swift de sua discografia. Hannah Mylrea, da NME, pensou que a faixa retrata efetivamente a dor e a culpa complexa que está ligada a ela. Madeline Crone, do American Songwriter, elogiou as letras "elevadas" em homenagem a Finlay e as "imagens vívidas" que ela evoca. Ela achou seu final "etéreo", auxiliado pelos vocais operísticos de Finlay. Maura Johnston, escrevendo para a Entertainment Weekly, opinou que o zumbido dos sintetizadores, das cordas e a soprano "vibrante" de Finlay dão vida aos vocais emocionais de Swift. Chris Willman, da Variety, afirmou que "Marjorie" "deixará os olhos secos apenas em casas que nunca conheceram a morte", e as fracas amostras de áudio dos vocais de Finlay são a "pièce de résistance" da pungência da canção.

## Créditos
Créditos adaptados do Pitchfork: 
- Taylor Swift – vocalista, compositor
- Aaron Dessner – produtor, compositor, gravador, programação de bateria eletrônica, drone, baixo sintetizado, piano, violão
- Justin Vernon – backing vocals, profeta-5
- Marjorie Finlay – backing vocals
- Jonathan Low - gravador vocal, mixer
- Bryce Dessner – orquestrador
- Greg Calbi – mestre
- Steve Fallone – mestre
- Bryan Devendorf – percussão, programador de bateria eletrônica
- Ryan Olson – Allovers Hi-Hat Generator, gravador
- Jason Treuting – acordes, percussão
- Justin McAlister – pulso de vermona
- Yuki Numata Resnick – violino
- Clarice Jensen – violoncelo